# Чубур (река)
Чубур — река в России, протекает в Кемеровской и Новосибирской областях.
Устье реки находится в 139 км по левому берегу реки Томь. Длина реки составляет 39 км. Притоки — Канок, Старина, Большая Северная.

## Данные водного реестра
По данным государственного водного реестра России относится к Верхнеобскому бассейновому округу, водохозяйственный участок реки — Томь от города Кемерово и до устья, речной подбассейн реки — Томь. Речной бассейн реки — (Верхняя) Обь до впадения Иртыша.